# Oommen Chandy
Oommen Chandy (Puthuppally, 31 ottobre 1943 – Bangalore, 18 luglio 2023) è stato un politico indiano.
Fu governatore del Kerala dal 31 agosto 2004 al 18 maggio 2006